# São João do Soter
São João do Sóter é uma cidade e um município do estado do Maranhão, Brasil. Localiza-se no Leste Maranhense, na região dos Cocais e parte da Região dos Timbiras. Fundada na fazenda de Sóter Mendes na década de 60 do século XX. O município tem 25 104 habitantes (2010) e 1.438,1 km². Foi criado em 1997. Seu primeiro prefeito foi Ivan Santos Magalhães.  

## Geografia
O município de São João do Soter possui uma extensão territorial de 1.438,066 quilômetros quadrados, ocupando a 70 posição entre os 217 municípios maranhenses em termos de área.
Demografia
Segundo dados do Censo Demográfico de 2022, São João do Soter contava com 16.889 habitantes, resultando em uma densidade populacional de aproximadamente 11,74 habitante por quilômetro quadrado. No contexto estadual, o município ocupava a 118 posição em número de habitantes e a 161 em densidade demográfica comparando-se com outros municípios do estado do Maranhão. A estimativa populacional para o ano de 2024 era de 17.254 habitantes.
Educação
Em 2010, a taxa de escolarização de crianças entre 6 e 14 anos em São João do Soter era de 97,3 %, colocando o município na 70 colocação entre os 217 do estado. Quanto ao Índice de Desenvolvimento da Educação Básica (IDEB) referente ao ano de 2023, os anos iniciais do ensino fundamental na rede pública apresentaram índice de 4,3 enquanto os anos finais atingiram 3,9.
| Taxa de escolarização de 6 a 14 anos de idade [2010]             | 97,3 %           |
| IDEB – Anos iniciais do ensino fundamental (Rede pública) [2023] | 4,3              |
| IDEB – Anos finais do ensino fundamental (Rede pública) [2023]   | 3,9              |
| Matrículas no ensino fundamental [2023]                          | 3.050 matrículas |
| Matrículas no ensino médio [2023]                                | 820 matrículas   |
| Docentes no ensino fundamental [2023]                            | 252 docentes     |
| Docentes no ensino médio [2023]                                  | 56 docentes      |
| Número de estabelecimentos de ensino fundamental [2023]          | 52 escolas       |
| Número de estabelecimentos de ensino médio [2023]                | 3 escolas        |

Fonte: IBGE

## Economia
Em 2021, o Produto Interno Bruto (PIB) per capita de São João do Soter foi de R$ 8.343,29, valor que colocava o município na 139 posição entre os 217 do estado do Maranhão. Já em 2023, as receitas oriundas de fontes externas representavam 93,07 % do total arrecadado pelo município, o que o posicionava em 120 lugar no ranking estadual.
| PIB per capita [2021]                                                                           | 8.343,29 R$       |
| Índice de Desenvolvimento Humano Municipal (IDHM) [2010]                                        | 0,517             |
| Total de receitas brutas realizadas [2023]                                                      | 86.895.955,34 R$  |
| Transferências correntes (Percentual em relação às receitas correntes brutas realizadas) [2023] | 93,07 %           |
| Total de despesas brutas empenhadas [2023]                                                      | 105.123.504,60 R$ |

Fonte: IBGE
| Salário médio mensal dos trabalhadores formais [2022]                                             | 1,7 salários mínimos |
| Pessoal ocupado [2022]                                                                            | 1.171 pessoas        |
| População ocupada [2022]                                                                          | 6,93 %               |
| Percentual da população com rendimento nominal mensal per capita de até 1/2 salário mínimo [2010] | 54,3 %               |

Fonte: IBGE